# Melody Maker
Melody Maker, MM, veckovis utgivet brittiskt musikmagasin. Melody Makers började ges ut 1926 då den innehöll artiklar med hjälpsamma råd för musiker och sångblad. Publikationens inriktning ändrades med tiden och med musikens utveckling. Under det sena 1920-talet och 1930-talet kom den, bland annat genom musikern och skribenten Spike Hughes att utvecklas till sin tids ledande tidskrift för jazz. Som sådan utgjorde den en viktig inspirationskälla för den första svenska jazztidskriften Orkesterjournalen. På 1970-talet skrev tidningen om ny rock och annan modern musik och tidningen hade ca 300 000 veckovisa läsare. När 80-talet kom gick det lite knackigt för tidningen, man tappade marknad till arga och hungriga konkurrenter som Q och New Musical Express. Numera är Melody Maker nedlagd som egen publikation, den utges tillsammans med New Musical Express.